# 10996 Armandspitz
10996 Armandspitz eller 1978 NX7 är en asteroid i huvudbältet som upptäcktes den 7 juli 1978 av den amerikanska astronomen Schelte J. Bus vid Palomar-observatoriet. Den är uppkallad efter amerikanen Armand Spitz.
Asteroiden har en diameter på ungefär 8 kilometer.